# YMI Jeanswear
YMI Jeanswear är ett amerikanskt klädmärke skapat år 2000 av David Vered, Michael Godigian och Moshe Zaga. De tillverkar bland annat jeans.